# 週刊 赤川次郎
『週刊 赤川次郎』は、2007年7月3日から9月25日までテレビ東京系列で毎週火曜日17:30 - 18:00(JST)に放映されたテレビドラマ。全13話。字幕放送（一部地域を除く）・ハイビジョン制作。

## 概要
赤川次郎の短編集をオムニバススタイルのドラマとして放送しているのが本作である。このドラマは『少年少女ドラマ』とあるように、子供から大人まで楽しめる構成となっている。また、オムニバスにすることでそれぞれの話をテンポよく進ませることができ、視聴者を飽きさせない展開になっていることも見逃せない要素となっている。
それぞれの物語は『幽霊屋敷の電話番』に登場する、アイドルの石川ひかり（岩田さゆり）と彼女のマネージャー・太田信一（片桐仁）と関係する人物と何らかの形で繋がりを持っており（つまりこれらの物語は同一世界）、最終的には視聴者を驚かせるクライマックスが用意されているという。

## 作品あらすじ・キャスト

### 幽霊屋敷の電話番
売れないアイドルのひかりは、マネージャーの太田が取ってきたテレビの仕事で、ある屋敷の一室にいた。そこでひかりはたった一人で一晩を過ごすこととなるのだが、実は3年前に大学の学部長・梅津が妻子とともに一家心中した場所であった。その時、部屋の電話が鳴り出した。その電話の向こうにいたのは…?（第1 - 13話）
石川 ひかり〈18〉
演 - 岩田さゆり
デビュー2年目のアイドルで、ミステリーと関西弁を話す男性が好き。仕事で滞在した旧梅津邸で加代子からの電話を受け、彼女のために奔走する。シリーズ全体を通じてのヒロインを演じる。
太田 信一〈31〉
演 - 片桐仁（ラーメンズ）
ひかりのマネージャー。東北出身で加藤とは大学時代からの友人。大学時代には与謝野晶子同好会に所属。ひかりが旧梅津邸で体験した出来事を初めは信じようとせず、加代子のために動くひかりに対し、協力を断る。しかし事件のことも、一人で奔走するひかりの様子も気になり出して、独自で調査を始め、ひかりに協力するようになる。
梅津 始〈46〉
演 - 花ヶ前浩一
明和医科大学の学部長。抗がん剤の開発では日本の権威だった。3年前、京子と加代子を道連れに一家心中。自身は服毒自殺している。
梅津は以前から遊び人だと知っていた金沢と加代子の交際を反対していた。それを苦にして加代子が自殺したふりをしたが、元から心臓を患っていた梅津がそれを見て発作を起こしてしまい、発作を抑える常備薬だと思って加代子が飲ませた薬によって（実は金沢によって中身がすり替えられた研究室にある毒薬とは知らないまま）そのまま死を迎えた。
原作では有名大学教授となっている。
梅津 京子〈44〉
演 - 塚田美津代
梅津の妻。一家心中の際、ベッドに横たわったままカミソリで手首を切り出血多量で死亡。
梅津 加代子〈22〉
演 - 松岡恵望子
梅津の娘。一家心中の際、天井のはりに電話のコードをかけ、首吊り状態で死亡していた。仕事で旧梅津邸を訪れたひかりにあの世から電話をかけ、金沢への伝言を託した。
好意を持っていた金沢との交際を梅津に反対されたことが原因で、金沢から狂言自殺の計画を持ちかけられた加代子は指示どおり自殺したふりをした。そしてそれを見て心臓発作を起こした梅津に、あわてて発作を抑える常備薬を飲ませるも、研究室にある毒薬と中身がすり替えられていることを知らない加代子は、自分のせいで父が亡くなったと思い、電話のコードを切って首を吊った。
近藤 正治
演 - 山根博
明和医科大学で助手を務めている。ひかりの大ファンで、加代子からの伝言を金沢に伝えようとする彼女に積極的に協力。実は頭髪が薄く、普段はかつらを着用。
金沢 和生
演 - 丸山智己
明和医科大学で助手を務めている。交友関係が派手で、加代子とも生前交際していたが、学部長の娘・有希との結婚を控え、現在これまでに付き合ってきた女性との関係を清算中。またかつてはギャンブルで借金を抱えていたが、現在は高級外車を乗り回す生活。ひかりを「学のない三流タレント」と罵倒する。近藤とは友人関係。
借金のあった金沢は梅津を妬む小栗学部長に買収されて殺人計画を立て、自分に好意を持っていた加代子の協力も仰ぎ狂言自殺を実行した。有希と婚約する前には、複数の女性との交際をしていた金沢だったが、彼が本当に愛していたのは加代子で、交際を反対していた梅津に認めてもらい、加代子と一緒に暮らすことを望んでいた。
小栗学部長
演 - 螢雪次朗
明和医科大学学部長で有希の父。
実は常に光の当たる存在だった梅津を妬んで死に追いやるために、加代子との交際を認めてもらいたかった金沢を利用し、彼に狂言自殺を指示した。
小栗 有希
演 - 松岡璃奈子
小栗学部長の娘。金沢と婚約中。
ディレクター
演 - 牧田侑士（ヤニィーズ）
梅津一家が心中した部屋でひかりが一晩を過ごす番組企画を手がける。
AD
演 - 大蔵省（ヤニィーズ）
金沢の交際相手
演 - 青木紀子
刑事
演 - 村瀬香奈
梅津一家心中事件を捜査していた刑事で、明和医科大学の清掃員になりすましたり、金沢のアパートやパーティー会場に潜伏していた。
刑事
演 - 木村卓矢
その他
竹下明希

### 美しい闇
3か月前、トンネル内で殺人事件が発生。その現場を偶然通りかかった盲目の少女・礼美は視力回復の手術を翌日に控えていた。執刀医である黒田はそんな礼美の心の支えとなっていた。黒田の婚約者を名乗るインターンの京子は、二人の様子に嫉妬し、礼美に接近。一方、黒田の元には殺人事件を捜査している宇田刑事が現れた。殺人事件の真相はいかに?（第1 - 6話）
丸山 礼美〈18〉
演 - はねゆり
トンネルで起きた殺人事件の現場に偶然居合わせた盲目の少女。両親とは幼い頃に事故で死別し、視力もその時に失った。ひかりの幼なじみ。
黒田医師〈27〉
演 - 阿部進之介
礼美の視力回復手術を執刀することになっている。京子と婚約中で次期院長の座を狙っている。担当患者だった久子に弱みを握られ、彼女の存在が京子との結婚に邪魔となり殺害に至った。
笹村 京子〈20〉
演 - 山下結穂
笹村院長の娘でインターンをしている。原作では佐々木正江。
中木 久子〈26〉
演 - 永井正子
キャバクラに勤めるホステス。トンネル内で起こった殺人事件の被害者。
原作では23歳で、職業はOL。
浜上 一郎〈28〉
演 - 加藤裕人
殺人事件の容疑者の一人。銀行員で久子の勤めるキャバクラの常連客。
吉永 信夫〈40〉
演 - 木村卓矢
殺人事件の容疑者の一人で、ギター教室の講師をしているが、久子のヒモ的存在。
奥松 尚次〈25〉
演 - 山根博
殺人事件の容疑者の一人でフリーター。久子とは別れと元鞘を繰り返す仲だったが、久子に暴力を振るっていた。
宇田
演 - 斎藤歩
殺人事件を捜査している刑事。
笹村院長
演 - 鹿内孝
黒田の勤務する病院の院長。京子の父。
原作では佐々木院長。
遊園地のスタッフ
演 - 小梅太夫
幽霊屋敷の前で呼び込みをしているが、なぜかネタをやる時の服装をしている。
刑事
演 - 谷中啓太
ホステス
演 - くらなりん
看護師
演 - 安藤弘子
礼美が見た暗闇の亡霊
演 - 樋口史、牧田侑士（ヤニィーズ）
その他
鈴木佳奈、本多順子、村瀬香奈

### 青春の決算
安部の妻・靖代は自分がガンに侵され、あと一年の命だという宣告を受け、ショックのあまり倒れてしまう。自宅に戻った翌日、靖代は一人娘の絹江の制服を着て、安部と絹江の前に現れる。ガン告知のショックで精神が17歳に戻ってしまった靖代は、今が真夏であるにもかかわらず、「今日3月17日は私にとって忘れられない日になるの」と告げる。そして二人を振り切って家を飛び出した矢先、大富豪・宮島の乗った車にはねられてしまう。靖代の願いを叶えるため、宮島から贈られた一億円を使い、絹江は23年前のブラスバンド部卒業パーティーを再現させようと、当日参加した卒業生・在校生の協力を仰ぐことに。果たして当日一体何があったのか?（第7 - 13話）
安部 絹江〈17〉
演 - 平田薫
安部と靖代の一人娘で、高校生。
安部 紀之〈41〉
演 - 尾美としのり
ひかりが所属する芸能プロダクション・ABEプロダクションの社長。星雲高校在学時にブラスバンド部の後輩だった靖代と結婚。
安部(森) 靖代〈40〉
演 - 南野陽子
安部の妻。ガンで余命一年の宣告を受けたショックで倒れ、精神が17歳に戻ってしまう。
沢井 弥江子〈40〉
演 - 池田昌子
靖代の高校時代の親友。靖代が柳原に告白する場をセッティングするために、靖代が音楽準備室で待っていると書いたカードをつけ花束を渡した。その後音楽準備室に向かう途中で見かけた女性の人影を靖代と間違えた柳原は弥江子を抱きキスをした。それだけでなく、その時に柳原が靖代の名前を呼んだことが、ずっと弥江子の心の傷となっていた。
柳原 卓也〈41〉
演 - 岡田浩暉
靖代が高校時代に思いを寄せていたブラスバンド部の先輩。弥江子から渡された花束に靖代が音楽準備室で待っていると書かれたカードを見て音楽準備室に向かった。ところがその途中で見かけた弥江子の人影を靖代と見間違え、彼女を抱きしめキスをしてしまった。結局、靖代本人からはこの日告白されていなかった。
黒川 太一郎〈41〉
演 - 天田暦
高校時代のブラスバンド部の先輩。柳原が靖代との待ち合わせ場所である音楽準備室に向かう時に落とした花束のカードを拾った黒川は、偶然柳原が弥江子を抱きしめているところを目撃してしまう。その後音楽準備室に向かった靖代の後をつけ、暗闇の中で自分を柳原だと思い込んでいた靖代にキスをした。しかしこの日自分のやったことがずっと気になっていて、それを償うつもりで再現パーティーに出席した。
遠藤 啓吉
演 - 矢部一男
長年映画のセットを手がけてきた職人。宮島からの依頼で、星雲高校の木造校舎を再現した。
田ノ倉
演 - 水橋研二
宮島の秘書。
宮島 勉
演 - 藤村俊二
大富豪。ふとしたことから興味を抱いた安部家に一億円を贈る。
看護師
演 - 水野以津美

### 代筆
とあるバーで、加藤は気になる相手からもらったラブレターの返事をどうしようか悩んでいた。友人の太田に代筆を頼むも、いい返事をもらえずじまい。そんな加藤にバーのマスターがある男の話を始める。その男・行村は同じ会社で好意を寄せるOL・遥に送るラブレターの代筆を、同僚の啓子から紹介された代書人に依頼。初めは行村も大満足する内容が綴られていたが、何通も代筆を依頼するにつれ、次第に代書人の方が暴走し始めた。果たして行村と遥の恋の結末は?（第1 - 5話）
加藤 祐一〈31〉
演 - 北原雅樹
サラリーマンで、太田とは大学時代からの友人。大学時代には円周率研究会に所属。バーでマスターから偶然ラブレターの代書人の話を耳にする。
マスター〈40〉
演 - 嶋田久作
バーで加藤に代書人の話をする。
行村 智史〈27〉
演 - ヒライケンジ
情報管理部に勤務しているサラリーマン。代書人に遥へのラブレターの代筆を依頼。
水沢 遥
演 - KANA
行村と同じ会社に勤めるOL。行村が自分に好意を寄せていることを知り、代書人センターのチラシを啓子の家のポストに入れ、行村に代書人のことを教えるよう仕向けた。そして行村から依頼されたラブレターを代筆していく中で、徐々に行村を自分好みの結婚相手に教育していった。
波岡 啓子〈27〉
演 - 吉岡麻由子
行村と同じ会社に勤めるOL。遥のことで相談に乗り、代書人のことを行村に教える。

### 迷いの季節
石川は社内の揉め事を穏便に解決し、会社を辞めようとする社員を一人でも多く出さないようにする目的で設けられた部署・総務部調整課で、日々たった一人で奔走していた。会社に異動を再三申し出ているものの、石川の希望は聞き入れられないままでいた。そんな中、総務部に新入社員の伊東が配属された。伊東はなぜか石川の仕事に興味を持ち、石川も伊東に好青年の印象を抱くが…。（第6 - 10話）
石川 辰雄〈52〉
演 - 平泉成
ひかりの父。黒須商事で、たった一人の部署・総務部調整課の課長。とある事情で退職後は、ひかりのファンクラブ名誉会長に就任。
原作では名字が井上で、ひかりとの血縁関係はない。
伊藤 明英〈22〉
演 - 林剛史
総務部に配属された黒須商事の新人社員。
大友 恵〈25〉
演 - 東山麻美
総務部調整課に相談に訪れるOL。
総務部のOL
演 - 樋口史

### 夏休み
モテない汗っかきサラリーマンの竹中は、毎年夏休みの時期になると、みんなが希望する休暇の帳尻合わせによって、いつも華やかな休暇を諦めていた。ところが会社のマドンナ的存在である知子から旅行に誘われたことから、竹中は自分を改造しようと、身なりにも気を使うようになる。しかし、知子の誘いにはある事実が隠されていた。（第11 - 13話）
竹中 雄太〈28〉
演 - やついいちろう（エレキコミック）
黒須商事の営業事業部に勤める、モテない汗っかきのサラリーマン。
鈴木 知子〈24〉
演 - 小嶺麗奈
秘書課のマドンナ的存在。原作では関知子。
桜井 則子
演 - 伊藤久美子
同じ営業事業部に勤めるOL。大山に憧れている女子社員の一人。
大山 真澄〈27〉
演 - 川久保拓司
竹中の後輩社員で社内一モテる男。金持ちでキザ。
同じ部署のOL
演 - 福田ゆみ、太田詩音

### ストーリーテラーパート
MC - スネオヘアー
部屋で、スネオヘアーが赤川次郎の短編作品を集めた週刊誌『週刊 赤川次郎』を読む過程で、ドラマが進行していく設定。そのため第2話以降は、各ストーリーの冒頭で前回のあらすじを紹介する際、「前号まで」というテロップが出ている。またスネオヘアーは、MCというよりも、赤川作品の「一読者」としての立ち位置となっている。

## エンディングテーマ
- 『気まぐれな季節のせいで』 スネオヘアー（エピックレコードジャパン）

番組スポンサーのエピックレコードジャパンおよびプレイステーションと番組が連動したCMが『週刊スネオヘアー』と『今週のスネオヘアー』として放送された。『週刊スネオヘアー』では、毎週スネオヘアーが自らの楽曲を演奏。また『今週のスネオヘアー』では、プレイステーション3のソフトを紹介しており、いずれも番組中にスネオヘアーが登場する部屋が舞台となっている。

## ネット局
| 放送対象地域  | 放送局                | 系列           | 放送期間                 | 放送時間             | 遅れ日数   |
| ------------- | --------------------- | -------------- | ------------------------ | -------------------- | ---------- |
| 関東広域圏    | テレビ東京 （制作局） | テレビ東京系列 | 2007年7月3日 - 9月25日   | 火曜日 17:30 - 18:00 | 同時ネット |
| 北海道        | テレビ北海道          | テレビ東京系列 | 2007年7月3日 - 9月25日   | 火曜日 17:30 - 18:00 | 同時ネット |
| 愛知県        | テレビ愛知            | テレビ東京系列 | 2007年7月3日 - 9月25日   | 火曜日 17:30 - 18:00 | 同時ネット |
| 大阪府        | テレビ大阪            | テレビ東京系列 | 2007年7月3日 - 9月25日   | 火曜日 17:30 - 18:00 | 同時ネット |
| 岡山県 香川県 | テレビせとうち        | テレビ東京系列 | 2007年7月3日 - 9月25日   | 火曜日 17:30 - 18:00 | 同時ネット |
| 福岡県        | TVQ九州放送           | テレビ東京系列 | 2007年7月3日 - 9月25日   | 火曜日 17:30 - 18:00 | 同時ネット |
| 岐阜県        | 岐阜放送              | 独立UHF局      | 2007年7月24日 - 10月16日 | 火曜日 19:00 - 19:27 | 21日遅れ   |

## スタッフ
- 原作：赤川次郎

「幽霊屋敷の電話番」 『幽霊屋敷の電話番』
「美しい闇」 『死者におくる入院案内』
「迷いの季節」 『勝手にしゃべる女』
「代筆」 『踊る男』
「青春の決算」 『不幸、買います -1億円もらったらⅡ-』
「夏休み」 『勝手にしゃべる女』
太字はドラマの原作となった作品が収録された作品集のタイトル。
これらは、いずれも新潮文庫より刊行されているが、2007年7月現在、『勝手にしゃべる女』『踊る男』は絶版。
- 脚本：木村卓矢、久保裕章、匝瑳桃子、元優、草野陽花、中野亜美
- 音楽：村山達哉、野崎美波、磯江俊道、石塚徹
- 演奏：Tokyo Grand Orchestra
- 音楽プロデューサー：田井モトヨシ
- 企画：一志順夫、渡辺和哉
- 企画監修：箭内道彦（風とロック）
- 企画協力：新潮社
- プロデューサー：桜井卓也(7月まで)→五箇公貴(8月以降)（テレビ東京）、下川猛(読売広告社)、林育大
- 演出：石川北二、滝本登鯉、谷口昌晃、千村利光
- 製作：「週刊 赤川次郎」製作委員会（エピックレコードジャパン・読売広告社・博報堂DYメディアパートナーズ）